# Групова збагачувальна фабрика «Октябрська»
Групова збагачувальна фабрика «Октя́брська» створена за проєктом «Дніпродіпрошахту» для збагачення газового коксівного вугілля.

## Характеристика
Проєктна виробнича потужність — 1200 тис. тонн на рік. Стала до ладу 1961 року. Технологічна схема передбачала збагачення вугілля класу 25—125 мм у важкосередовищному сепараторі з магнетитовою суспензією, відсадку класу 0,5—25 мм та флотацію шламу. В процесі експлуатації проведено заміну та модернізацію основного технологічного устаткування, підвищено виробничу потужність фабрики до 2400 тис. тонн на рік. У пошуках засобів підвищення ефективності збагачення шламу на фабриці в 1966—1968 роках застосовувалися концентраційні столи, які проте не виправдали свого призначення.
Місцезнаходження: селище Білицьке, Донецька область, залізнична станція Родинська.